# Селище (Новгород-Сіверський район)
Се́лище — село в Україні, у Семенівській міській громаді Новгород-Сіверського району Чернігівської області. Населення становить 1 особа. До 2020 орган місцевого самоврядування — Жадівська сільська рада.

## Географія
На північній стороні від села бере початок річка Сухомлинка, ліва притока Ірванця.

## Історія
12 червня 2020 року село увійшло до складу Семенівської міської громади.
19 липня 2020 року, в результаті адміністративно-територіальної реформи та ліквідації Семенівського району, село увійшло до Новгород-Сіверського району.
Станом на 2024 рік у селі проживає єдина жителька — 64-річна Ганна Войток.